# Албанське королівство (середньовічне)
Албанське королівство (лат. Regnum Albaniae; алб. Mbretëria e Arbërisë) — середньовічна держава хрестоносців, яку Карл I Анжуйський зумів створити в 1271 році на Балканах зі столицею в місті Діррахій (Дуррес). До нього увійшли приморські землі, відняті у Епірського деспотату. На відміну від останнього, верховна влада в ньому належала хрестоносцям з Франції та Італії, хоча основне населення становили албанці, греки, волохи, слов'яни та ін. Попри підтримку венеційського флоту, грецькі сили продовжували завдавати ударів по слабкозахищеному східному кордоні королівства.
Вже до 1281 року територія королівства фактично звелася до портової фортеці Дуррес, округ якого проіснував як князівство до 1368 року.
У 1333—1336 роках його окупувало Ахейське князівство, в 1336—1355 — Сербське царство, але довго утримувати його оточуючи Дуррес (Драч) серби не змогли через морської допомоги венеційців.
У 1368 році залишки іноземних династій були змушені визнати владу Карла Топії — етнічного албанця, який проголосив себе новим правителем Дурреса і назвав свої володіння князівством Албанія, хоча у зовнішній політиці він як і раніше тісно співпрацював з Венецією.

## Історія

### Перед утворенням королівства
У 1253 році, під час конфлікту між Епірським царством і Нікейською імперією правивший Арберією Гулям спочатку був в союзі з Епіром, і його війська зайняли район Касторії, щоб не дати нікейським військам Іоанна III Дуки Ватаца увійти в Девол. Іоанн зумів умовити Гуляма змінити сторону, і між ними був укладений договір, в якому Іоанн гарантував автономію Гуляма. У тому ж році правитель Епіру Михайло II Комнін Дука уклав мир з нікейцями, визнавши їх владу над Західною Македонією та Албанією; фортеця Круя була здана нікейцям. Іоанн підтвердив старі привілеї міста Круя і дарував нові; привілеї були підтверджені і його наступником Феодором II.
У 1256 році нікейці забрали у Михайла II Дуррес. Взимку 1256—1257 років Георгій Акрополіт спробував відновити в Арберії нікейську владу, порушивши угоду про автономію. Місцеві албанці повстали і, почувши про це, Михайло II також розірвав мирний договір з Нікейською імперією. За підтримки албанців він атакував Дебар, Охрид і Прилеп.
Тим часом, дізнавшись про те, що відбувається, Манфред Сицилійський зробив вторгнення в Албанію. Його війська захопили Дуррес, Берат, Вльору, Спінарику і південне узбережжя Албанії від Вльори до Бутринті. Перед обличчям війни на два фронти Михайло II вважав за краще домовитися з Манфредом, зробивши його своїм союзником. За Манфреда була видана дочка Михайла Олена, а захоплені Манфредом території стали вважатися її приданим.
Після того, як Манфред і Михайло були розгромлені в битві при Пелагонії, нікейські сили продовжили наступ, і захопили майже всі албанські володіння Манфреда (за винятком Дурреса). Однак у вересні 1261 року Манфред організував нову експедицію, відвоював свої володіння в Албанії і утримував їх аж до своєї смерті в 1266 році. В якості генерал-губернатора албанських володінь Манфред призначив французького дворянина Філіпа Шинара.

### Створення королівства
Після того, як в 1266 році сили Манфреда були розбиті в битві при Беневенто, в 1267 році був укладений договір у Вітербо, відповідно до якого Карл I Анжуйський отримав права на колишні володіння Манфреда в Албанії, а також на латинські домініони в Епірі і Мореї.
Дізнавшись про загибель Манфреда в битві при Беневенто, Михайло II влаштував змову з метою вбивства генерал-губернатора Філіпа Шинара, проте місцеві командири і дворяни відмовилися віддати йому колишні володіння Манфреда. Ту ж відповідь вони дали і присланому Карлом в 1267 році послу — Гаццо Шинару, який зажадав віддати землі Карлу відповідно до умов договору у Вітербо.
Після провалу восьмого хрестового походу Карл повернувся до албанських справ, зав'язавши контакти з місцевими лідерами через представників церкви. У 1271 році Іоанн з Дурреса і Микола з Арбанона здійснили кілька поїздок між Італією та Албанією, і 21 лютого 1272 року до двору Карла прибула делегація албанського дворянства і громадян Дурреса. Карл підписав з ними договір, і був проголошений королем Албанії «за спільною згодою єпископів, графів, баронів, солдатів і громадян», пообіцявши захищати їх і підтвердивши привілеї, які вони мали у Візантійській імперії. Договір проголошував унію албанського і неаполітанського королівств під владою Карла I (Carolus i, dei gratia rex Siciliae et Albaniae). Король призначив Гаццо Шинара королівським вікарієм-генералом Албанії, і став готуватися до походу на Константинополь. Протягом 1272 і 1273 років в Дуррес і Вльору було завезено величезну кількість продовольства. Це насторожило імператора Михаїла VIII, який почав відправляти послання місцевим албанським лідерам, підбиваючи їх припинити підтримувати Карла і перейти на його бік. Албанці передали ці послання Карлу, який похвалив їх за лояльність. Тоді Михаїл постарався скористатися впливом папи Григорія X. Папа мріяв зробити Європу мирною, об'єднати Східну і Західну церкви, і провести новий хрестовий похід, в 1274 році він скликав Другий Ліонський собор, і тому наказав Карлу припинити свої дії.
Карл ввів в Албанії військове управління. Належні за договором привілеї і автономії були де-факто скасовані, вводилися нові податки. Землі конфісковувалися на користь приїжджих дворян, албанські дворяни відсторонювалися від участі в державних справах. Щоб забезпечити лояльність, Карл тримав у заручниках дітей місцевих дворян. Це викликало велике невдоволення в країні, і ряд дворян зав'язали контакти з візантійським імператором Михаїлом, який пообіцяв їм відновлення колишніх привілеїв.

### Візантійський наступ
Скориставшись ситуацією, що склалася, Михаїл VIII почав в кінці 1274 року власну кампанію в Албанії. За допомогою місцевих албанських дворян візантійські війська взяли важливе місто Берат, а потім — Бутринті. У листопаді 1274 року губернатор повідомив Карлу, що албансько-візантійські сили взяли в облогу Дуррес. Після того, як візантійці взяли Спінарику, під контролем Карла залишилися тільки райони Дурреса, Круї і Вльори, блоковані і ізольовані один від одного. Сполучення між ними було можливо тільки по морю, але комунікації перебували під постійним впливом візантійського флоту, що базується на Бутринті і Спінарику.
Погодившись на Другому Ліонському соборі на об'єднання церков, Михаїл здобув важливу дипломатичну перемогу над Карлом. Натхнені підсумками собору, папа Григорій X заборонив Карлу I робити які-небудь дії проти Михаїла VIII. У цих умовах Карлу не залишалося нічого іншого крім підписання перемир'я, що і було зроблено в 1276 році.

### Анжуйський контрнаступ
Присутність візантійців в Бутринті стривожило володаря Епіру Никифора I. Він зв'язався з Карлом і його васалом Гільйомом II де Віллардуен (князем Ахейським), і пообіцяв принести васальну присягу Карлу в обмін на деякі землі в Ахеї. У 1278 році війська Никифора взяли Бутринті. У березні 1279 року Никифор оголосив себе васалом Карла, і передав йому замки в Бутринті і Сопоті, і відправив свого сина в якості заручника у Вльору.
В цей же час, готуючись до наступу на Фессалоніки і Константинополь, Карл почав створювати мережу альянсів на Балканах: він домовився з правителями Сербії і Болгарії, і залучив на свій бік частину албанської знаті. Під тиском албанців Карлу довелося звільнити з неаполітанських в'язниць деяких представників албанської знаті, раніше заарештованих за співпрацю з візантійцями (зокрема, Гіна Музаку, що мало особливо важливе значення, бо сім'я Музака володіла землями навколо Берата); однак при цьому їхні сини залишилися в Неаполі в якості заручників.
У серпні 1279 року Карл призначив Уго де Сюллі капітаном і вікарієм-генералом Албанії, Дурреса, Вльори, Сопота, Бутринті і Корфу. Витративши кілька місяців на підготовку, отримавши величезну кількість припасів і підкріплень (включаючи сарацинських лучників) де Сюллі захопив Спінарику і зробив її своєю штаб-квартирою. Війська готувалися йти на Берат, але втрутився папа Миколай III і заборонив Карлу нападати на Візантійську імперію. Однак у серпні 1280 року Миколай III помер, і протягом шести місяців папський престол залишався вакантним, що дало Карлу можливість діяти. Восени 1280 року він віддав Уго де Сюллі наказ наступати. У грудні анжуйські війська підійшли до Берата і взяли в облогу замок.

### Візантійський контрнаступ
Візантійський імператор покладався на те, що його противники-латиняни будуть зупинені за допомогою Папи, і це йому вдавалося: після смерті Григорія X наступні Папи продовжували його політику. Однак в 1281 році Карлу I вдалося домогтися великого успіху, звівши на престол папу-француза, який наклав на візантійського імператора анафему і благословив експедицію Карла I проти Візантії як хрестовий похід.
Попри всю складність ситуації, Михаїл VIII все-таки послав допомогу обложеному гарнізону. Візантійська армія разом з найманцями-турками прибула до Берату навесні 1281 року. Війська мали наказ уникати вирішальної битви і діяти тактикою набігів і засідок. В одну з перших засідок потрапив анжуйський командувач Уго де Сюллі, після чого його військо в паніці розбіглося, лише деякі знайшли притулок в замку Каніні. Візантійська армія перейшла в наступ і обложила Вльору, Каніні і Дуррес. Албанці з Круї пішли на союз з візантійським імператором, який натомість дав привілеї місту і єпископству.

### Приготування Карла і Сицилійська вечірня

#### Договір Орвієто
Провал походу Уго де Сюллі змусив Карла I перейти від сухопутних операцій до морських; союзника він знайшов в особі Венеції. У липні 1281 року вони уклали Орв'єтську угоду, офіційною метою якого була заміна Михаїла VIII на візантійському троні на титулярного імператора Латинської імперії Філіпа де Куртене, і насильне об'єднання церков, яке б поставило Православну церкву в підлегле становище по відношенню до Католицької. Реальними ж мотивами було відтворення Латинської імперії з анжуйським домінуванням в ній і відновлення торгових привілеїв Венеції в Константинополі.
Договір свідчив, що Філіп і Карл повинні надати по 8.000 кінних і піших військ і морський транспорт, достатній для їх доставки в Константинополь. В експедиції повинні були взяти особисту участь Філіп, венеційський дож Джованні Дандоло і сам Карл I або його син Карл II Анжуйський. Фактично ж, бо у Філіпа практично не було коштів, майже всі війська були профінансовані Карлом. Венеційці повинні були надати для ескорту флоту вторгнення 40 галер, які повинні були відплисти з Бриндізі не пізніше квітня 1283 року. Зійшовши на трон, Філіп повинен був підтвердити умови договору в Орвієто і привілеї, даровані Венеції при заснуванні Латинської імперії.
Був укладений також додатковий документ, що стосується авангарду сил вторгнення. Карл і Філіп повинні були профінансувати 15 військових суден і 10 транспортів, а також 300 осіб з кіньми. Венеційці надавали 15 військових кораблів на 7 місяців на рік. Ці сили повинні були воювати проти Михаїла VIII та інших «окупантів Латинської імперії» (переважно генуезців); їх належало зібрати на Корфу до 1 травня 1282 року.
Обидва договори були підписані Карлом і Філіпом 3 липня 1281 року, і ратифіковані дожем Венеції 2 серпня 1281 року.

#### Сицилійська вечірня
29 березня 1282 року почалося повстання на острові Сицилія. В ході повстання був знищений зібраний в гавані Мессіни анжуйський флот, призначений для вторгнення у Візантію. Карл спробував придушити повстання, але 30 серпня 1282 року на Сицилії висадився арагонський король Педро III, зробивши очевидним відсутність у Карла можливості для атаки на Візантію. У вересні 1282 року анжуйський будинок назавжди втратив Сицилію, в 1284 році в ході битви в Неаполітанській затоці в арагонський полон потрапив Карл II, а 7 січня 1285 року помер сам Карл I. Після смерті Карла I всі його володіння перейшли до Карла II, який залишався під вартою до 1288 року.

### Захід королівства

#### Втрата Дурреса
Анжуйські війська продовжували ще деякий час чинити опір в обложених замках, але в 1288 році Дуррес перейшов до рук візантійців. Каніні впав приблизно в 1294 році, Корфу і Бутринту залишалися під анжуйською владою принаймні до 1292 року. У 1296 році Дуррес захопив сербський король Стефан Урош II Милутин. 1299 року візантійський імператор Андронік II Палеолог видав за Стефана свою дочку Симону, і захоплені Стефаном землі стали вважатися її приданим.

#### Повернення Дурреса
Попри втрату албанських земель поняття «Албанського королівства» ще довгий час було в ходу у Анжуйської династії. Після смерті Карла I в 1285 році титул короля Албанії успадкував його син Карл II. У серпні 1294 року Карл II передав права на Албанію своєму синові Філіпу I. У листопаді 1294 року Філіп одружився з дочкою епірського володаря Никифора Комніна Дуки, відновивши старий альянс. У 1299 році після поразки в битві у Фальконарії Філіп потрапив у полон до Федеріго Сицилійського, але після звільнення в 1302 році пред'явив свої права на Албанію і приступив до підготовки їх реалізації. Філіп отримав підтримку папи Бенедикта XI, а також албанців-католиків, які вважали за краще італійських одновірців православним сербам і грекам.
Влітку 1304 року серби були вигнані з Дурреса місцевими жителями, які у вересні присягнули Анжуйської династії. Філіп і його батько Карл II підтвердили старі привілеї, обіцяні жителям ще Карлом I. У 1305 році Карл II дав місцевим жителям подальші послаблення в області податків і зборів.
Деякий час землі в Албанії були розмінною монетою: анжуйська династія намагалася виміняти на них у арагонців королівство Тринакрію, але в 1316 році ці переговори були припинені.
Після смерті Філіпа в 1332 році виникли претензії на албанські домени від різних членів Анжуйського дому. Зрештою, права на титули «король Албанії» і «герцог Дураццо» за 5000 унцій золота придбав граф Гравіни Іоанн. Після його смерті в 1336 році албанські володіння перейшли до його сина Карла.
Тим часом відбувалася консолідація володінь різних албанських родів. Володіння сім'ї Топія, що знаходилися в центральній Албанії, піддавалися постійному тиску з боку сербів, і анжуйці стали їх природними союзниками; іншими союзниками анжуйців стали представники сім'ї Музака.

#### Останні десятиліття
Сербський тиск на Албанське королівство особливо посилився при Стефані Уроша IV Душана. Попри те, що точна доля Дурреса в цей час невідомо, є повідомлення про те, що в 1346 році під владу Душана потрапила вся Албанія.
У 1348 році був страчений герцог Карл, а після смерті в 1355 році Стефана Уроша IV Душана почала розпадатися сербська держава. У цій ситуації Карл Топія пред'явив права на Албанію. 1368 року за підтримки місцевих жителів він захопив Дуррес.
У 1375 році права на Албанію пред'явив Людовик д'Евре — чоловік дочки герцога Карла Іоанни. Він взяв місто, але в 1383 році Карл Топія повернув собі контроль над Дурресом. Так анжуйське королівство стало князівством.